# Pleurosicya mossambica
Pleurosicya mossambica és una espècie de peix de la família dels gòbids i de l'ordre dels perciformes.

## Morfologia
Els mascles poden assolir els 3 cm de longitud total.

## Distribució geogràfica
Es troba des del Mar Roig i l'Àfrica oriental fins a Fidji, les Illes Marqueses, el sud del Japó, el sud-est d'Austràlia i Nova Caledònia.